# زمین‌لرزه ۱۹۱۱ ژاپن
زمین‌لرزه ژاپن  در تاریخ ۱۵ ژوئن ۱۹۱۱ میلادی، برابر با ‎۲۴ خرداد ۱۲۹۰، ساعت ۱۴:۲۶:۰۰ به زمان یوتی‌سی در ژاپن رخ داد. ژرفای این زلزله ۹۰ کیلومتر بود. بزرگی آن ۸٫۱ در مقیاس mB اعلام شده‌است. زمین‌لرزه به وقت محلی در روز پنج‌شنبه، ساعت ۲۳ روی داده و منطقه زمانی آن یوتی‌سی +۹ بوده‌است .
سازمان زمین‌شناسی آمریکا نیز جای این زمین‌لرزه را در مختصات ۲۹°شمالی ۱۲۹°شرقی / ۲۹°شمالی ۱۲۹°شرقی و بزرگی آنرا برابر با ۸٫۷ در مقیاس ریشتر اعلام کرده‌است. ژرفای گزارش شده از سوی این سازمان ۱۶۰ کیلومتر می‌باشد.
تعداد زخمیان ۲۶ نفر برآورده شده‌است و سونامی در این زلزله گزارش شده‌است.